# 지간
데니스 올렉산드로비치 우스티멘코바인슈테인(우크라이나어: Денис Олександрович Устименко-Вайнштейн, 러시아어: Денис Александрович Устименко-Вайнштейн 데니스 알렉산드로비치 우스티멘코바인시테인[*], 1985년 8월 2일 ~ )은 예명인 지간(러시아어: Джиган, 우크라이나어: Джиган 지한[*])으로 알려져 있는 우크라이나와 러시아의 래퍼이다.

## 생애
1985년 8월 2일에 오데사에서 태어났다. 9세 시절부터 힙합 문화에 관심을 가졌고 랩 음악 그룹 샤만 질(Shaman Zill, 약칭 시조(Shizo))에 첫 음악 트랙을 녹음했다. 11세 시절부터 스포츠 선수로 활약했고 권투, 장난감 권투, 킥복싱을 연습했다.
2004년에는 우크라이나 스포츠 마스터 타이틀을 획득했다. 또한 우크라이나 킥복싱 선수권 대회에서 우승을 차지했고 유럽 킥복싱 선수권 대회에서는 준우승을 차지했다. 힙합 그룹 마이 보이스(My Boys)의 음반 《Life or Wallet》을 통해 가수 활동을 시작했다. 또한 자신의 첫 번째 솔로곡인 《Fighting》은 나중에 《Bandit Rap》에 수록되었다.
자작곡 연주 이외에 디스크 자키로도 활동했으며 오데사, 키예프, 모스크바 소재 클럽에서 활동했다. 2007년부터 2013년까지 블랙스타(Black Star Inc.) 소속 가수로 활동했지만 2014년부터 프리랜서 가수로 활동했다.

## 같이 보기
- 우크라이나계 러시아인